# Chorągiew tatarska Sulejmanowicza

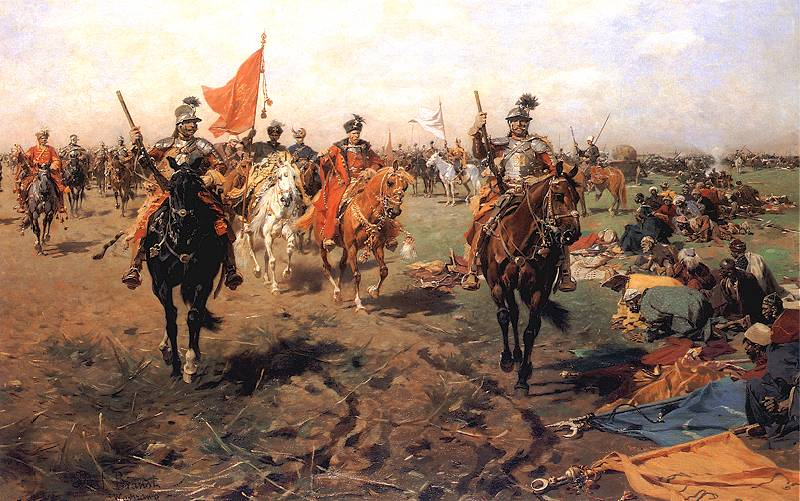
Składanie sztandarów (mal. Józef Brandt)

Chorągiew tatarska Sulejmanowicza – chorągiew tatarska jazdy koronnej II połowy XVII wieku.
Rotmistrzem chorągwi był Samuel Sulejmanowiczpotrzebne źródło.
Jej żołnierze brali udział w działaniach zbrojnych wojny polsko-rosyjskiej 1654 – 1667, m.in. w bitwie pod Cudnowem w 1660 roku.
W 1661 roku, z powodu niezapłacenia wojsku żołdu, zawiązała się konfederacja jazdy koronnej (w tym 21 chorągwi tatarskich), a także konfederacja wojska litewskiego (która objęła jego całość, tj. około 14 tys. żołnierzy). Chorągiew tatarska Sulejmanowicza, podobnie jak chorągwie (Chorągiew tatarska Jakuba Polańskiego i chorągiew tatarska Jambeka Carewicza), nie przystąpiły do tej konfederacji.